# Viktoriya Zyabkina
Viktoriya Zyabkina (née le 4 septembre 1992 à Almaty) est une athlète kazakhe, spécialiste du sprint.

## Biographie
Elle concourt pour le club Altay Athletics, club professionnel international kazakh.
Elle est championne d'Asie du 200 m en 2013 et remporte le relais 4 x 100 à Incheon en 2014 lors des Jeux asiatiques.
En 2015, elle remporte trois médailles d'or lors des Universiade de Gwangju sur 100 m (11 s 23), sur 200 m (22 s 77, record national) et sur 4 x 100 m (44 s 28). Lors des championnats du monde de Pékin en août, elle est éliminée en demi-finale sur ses deux compétitions individuelles, battant son record personnel sur 100 m (11 s 19) et en égalant son record du Kazakhstan du 200 m (22 s 77).
En 2016, lors des Championnats du Kazakhstan en salle, Zyabkina améliore le record national du 60 m en 7 s 20. Plus tard, elle égale le record national du 200 en 23 s 25, datant de 1997 par Svetlana Bodritskaya.
Le 19 février, la Kazakhe participe aux Championnats d'Asie en salle 2016 à Doha où elle remporte  sa série en 7 s 35 puis sa demi-finale (7 s 33, record des championnats égalé) avant de s'imposer en finale en 7 s 27. Elle déclare après la fin de sa course que « si mon départ est parfait, je peux courir en 7 s 05 » .
En juillet 2017, Viktoriya Zyabkina se montre comme l'actuelle reine du sprint asiatique en réalisant un triplé aux Championnats d'Asie de Bhubaneswar avec 11 s 39 sur 100 m, 23 s 10 sur 200 m et 43 s 53 sur le relais 4 x 100 m.
Le 28 août 2017, elle décroche à l'origine la médaille d'or de l'Universiade à Taipei sur le relais 4 x 100 m en 43 s 68 mais l'équipe kazakhe est finalement disqualifiée pour passage de témoin hors-zone. La Suisse, 2e en 43 s 81, récupère le titre.

## Palmarès
| Date | Compétition                  | Lieu        | Résultat | Épreuve   | Temps         |
| ---- | ---------------------------- | ----------- | -------- | --------- | ------------- |
| 2010 | Championnats d'Asie juniors  | Hanoï       | 3e       | 200 m     | 24 s 55       |
| 2012 | Championnats d'Asie en salle | Hangzhou    | 3e       | 60 m      | 7 s 44        |
| 2013 | Championnats d'Asie          | Pune        | 1re      | 200 m     | 23 s 62       |
| 2014 | Jeux asiatiques              | Incheon     | 1re      | 4 × 100 m | 42 s 83       |
| 2015 | Championnats d'Asie          | Wuhan       | 2e       | 100 m     | 11 s 34       |
| 2015 | Championnats d'Asie          | Wuhan       | 1re      | 200 m     | 23 s 09       |
| 2015 | Universiade                  | Gwangju     | 1re      | 100 m     | 11 s 23       |
| 2015 | Universiade                  | Gwangju     | 1re      | 200 m     | 22 s 77       |
| 2015 | Universiade                  | Gwangju     | 1re      | 4 x 100 m | 44 s 28       |
| 2016 | Championnats d'Asie en salle | Doha        | 1re      | 60 m      | 7 s 27        |
| 2017 | Championnats d'Asie          | Bhubaneswar | 1re      | 100 m     | 11 s 39       |
| 2017 | Championnats d'Asie          | Bhubaneswar | 1re      | 200 m     | 23 s 10       |
| 2017 | Championnats d'Asie          | Bhubaneswar | 1re      | 4 x 100 m | 43 s 53       |
| 2017 | Universiade                  | Taipei      | 4e       | 100 m     | 11 s 49       |
| 2017 | Universiade                  | Taipei      | finale   | 4 x 100 m | DQ            |
| 2017 | Jeux asiatiques en salle     | Achgabat    | 1re      | 60 m      | 7 s 32        |
| 2018 | Championnats d'Asie en salle | Téhéran     | 2e       | 60 m      | 7 s 39        |
| 2018 | Championnats d'Asie en salle | Téhéran     | 1re      | 4 x 400 m | 3 min 41 s 67 |
| 2018 | Jeux asiatiques              | Jakarta     | 3e       | 4 x 100 m | 43 s 82       |
| 2018 | Coupe continentale           | Ostrava     | 8e       | 200 m     | 24 s 34       |

## Records
| Épreuve |           | Performance  | Lieu            | Date            |
| ------- | --------- | ------------ | --------------- | --------------- |
| 60 m    | En salle  | 7 s 20 (NR)  | Ust-Kamenogorsk | 29 janvier 2016 |
| 100 m   | Plein air | 11 s 15      | Almaty          | 25 juin 2016    |
| 200 m   | Plein air | 22 s 66 (NR) | Almaty          | 26 juin 2016    |
| 200 m   | En salle  | 23 s 25 (NR) | Ust-Kamenogorsk | 30 janvier 2016 |